# Петулия
Петулия (на английски: Petulia) е британски филм от 1968 г. Във филма участва Джули Кристи. Режисьор е Ричард Лестър. Филмът е заснет в Сан Франциско.